# شهاب جوهر
شهاب جوهر (30 ديسمبر 1978 -)، ممثل كويتي.

## عن حياته
بدايته خلال المسرح في أواخر تسعينات القرن العشرين. اشتهر بعد مشاركته في بعض من المسلسلات الكويتية ويعد مسلسل مر السنين العمل الإحترافي الأول له في شاشة التلفزيون، وهو ابن عم الممثل أحمد جوهر.

### حياته الأسرية
كان متزوج من «زينب الموسوي» ولديهما من الأبناء نرجس وآية وفاضل ولولوة وبعد طلاقهما، أعلن في 13 يوليو 2021 عن زواجه الثاني من الفنانة إلهام الفضالة.

## أعماله

### من المسلسلات
| سنة الإنتاج | المسلسل                           | بمشاركة                                                                                                |
| ----------- | --------------------------------- | --- |
| 2002        | الخديعة                           | |
| 2003        | وجه واحد لا يكفي                  | زهرة عرفات، عبير أحمد                                                                                  |
| 2003        | مر السنين                         | جاسم النبهان، فاطمة عبد الرحيم، أميرة محمد                                                             |
| 2006        | رجال يبيعون الوهم                 | شيماء سبت، جاسم النبهان، أحمد إيراج، عبير الجندي                                                       |
| 2006        | جادة 7                            | حسين المنصور، مرام، ميساء مغربي، غدير صفر                                                              |
| 2006        | بين الهدب دمعة                    | غازي حسين، مشعل الجاسر، نادية العاصي، زهرة عرفات، هدى إبراهيم                                          |
| 2007        | لحظة ضعف                          | زينب العسكري، أحمد السلمان، فاطمة إسماعيل، غانم الصالح                                                 |
| 2008        | وشاءت الأقدار                     | غازي حسين، صمود، عبد الله بهمن، أمل عبد الكريم                                                         |
| 2009        | نور عيني                          | جاسم النبهان، عبد العزيز المسلم، حسين المنصور، سلمى سالم، نادية العاصي                                 |
| 2009        | الظل الأبيض                       | أحمد السلمان، عبد الإمام عبد الله، سلمى سالم، عبير الجندي                                              |
| 2009        | الورثة                            | عبد الله عبد العزيز، حسين المنصور، هند الشاهين، سلمى سالم                                              |
| 2009        | وعاد الماضي                       | عبد الله عبد العزيز، شيماء سبت، مشاري البلام، مشعل الجاسر                                              |
| 2009        | الاعتذار                          | ابتسام العطاوي، أحمد العونان، عبد الله الزيد، ليلى السلمان، هبة الدري                                  |
| 2009        | السجينة                           | باسمة حمادة، عبد الله بهمن، سعد كنعان، نواف النجم، أمل عبد الكريم                                      |
| 2010        | صعب المنال                        | حسين المنصور، يعقوب عبد الله، فاطمة العبد الله، أحمد إيراج، عبير أحمد                                  |
| 2010        | أوراق الحب جزئين، الثاني عام 2012 | ميساء مغربي، ليلى السلمان، سيف الغانم                                                                  |
| 2011        | خارج الأسوار                      | حياة الفهد، محمد جابر، أحمد السلمان، زهرة الخرجي، بثينة الرئيسي، جواهر                                 |
| 2012        | عشرة عمر                          | إلهام الفضالة، لطيفة المجرن، عبد الإمام عبد الله، هدى الخطيب، مشاري البلام، غدير صفر، مسك              |
| 2012        | لعبة المرأة رجل                   | |
| 2012        | غريب الدار                        | سعاد عبد الله، سليمان الياسين، إبراهيم الحربي، عبير الجندي، صمود                                       |
| 2017        | الحالمون                          | أسمهان توفيق،لطيفة المجرن،أحمد مساعد،مشاري البلام،ريما الفضالة،فوزية محمد،فرح الهادي،عبد المحسن القفاص |
| 2018        | عمود البيت                        | |
| 2019        | كان خالد                          | |
| 2020        | جنة هلي                           | |
| 2020        | أمي دلال والعيال                  | |
| 2021        | أمينة حاف                         | |
| 2021        | نبض مؤقت                          | |
| 2022        | حوبتي                             | |
| 2023        | النون وما يعلمون                  | براك                                                                                                   |

### السهرات التلفزيونية
| سنة الإنتاج | اسم السهرة | بمشاركة                                |
| ----------- | ---------- | -------------------------------------- |
| 2009        | وكان وهما  | خالد البريكي، مرام البلوشي، مشاعل شداد |

### في المسرح
- 2022:شقة لندن[3]

## روابط خارجية
- شهاب جوهر على موقع قاعدة بيانات الأفلام العربية